# 샤오난구

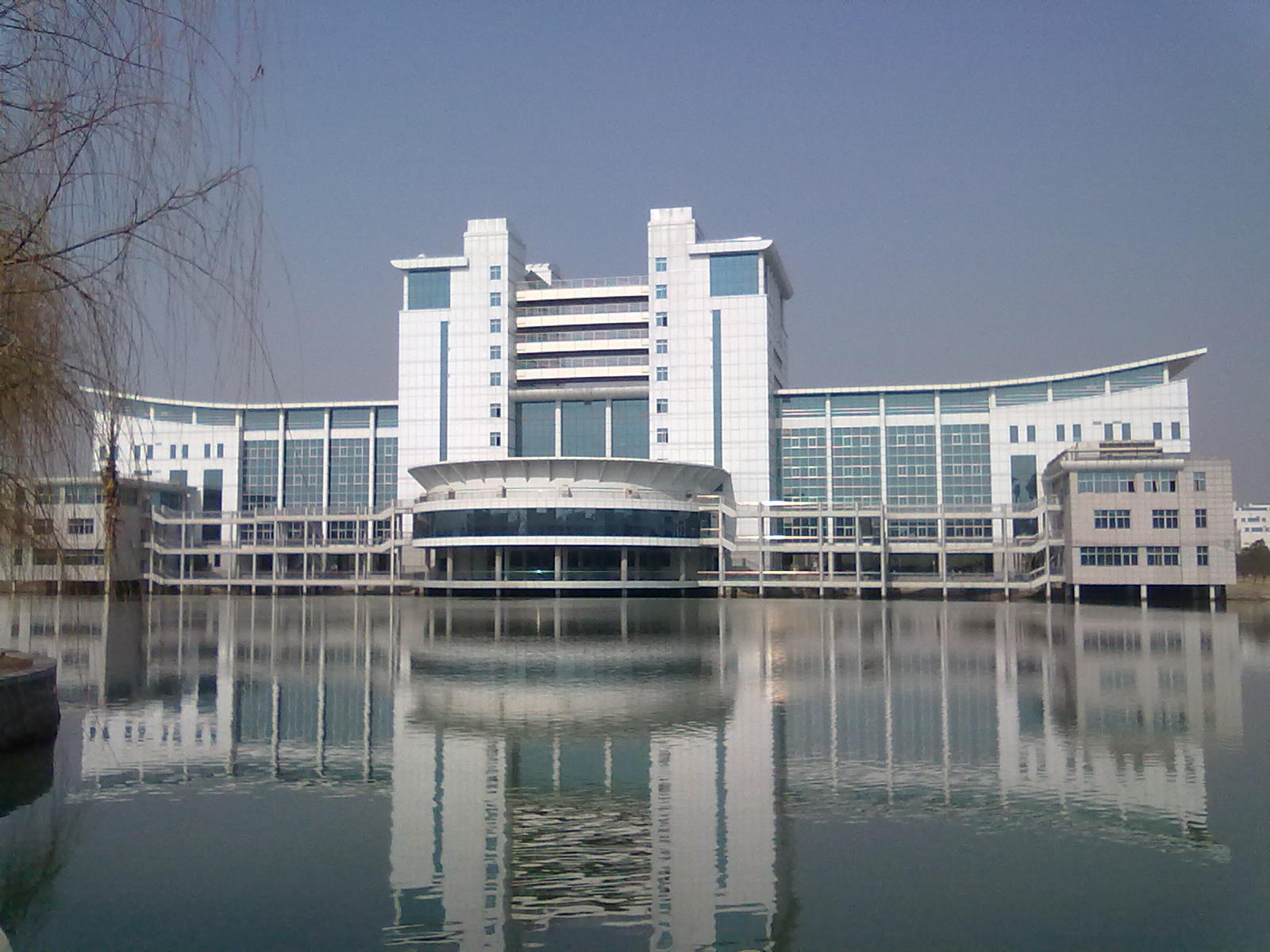

샤오난구(한국어: 효남구, 중국어: 孝南区, 병음: Xiàonán Qū)는 중화인민공화국 후베이성 샤오간 시의 현급 행정구역이다. 넓이는 1020km2이고, 인구는 2007년 기준으로 930,000명이다.

## 행정 구역
4개 가도, 8개 진, 3개 향을 관할한다.
- 가도: 书院街道, 车站街道, 新华街道, 广场街道.
- 진: 西河镇, 杨店镇, 陡岗镇, 肖港镇, 毛陈镇, 三汊镇, 祝站镇, 新铺镇.
- 향: 卧龙乡, 朋兴乡, 闵集乡.